# جزیره کاتالینا، جمهوری دومینیکن
جزیره کاتالینا (به لاتین: Catalina Island) یک جزیره در جنوب شرقی جمهوری دومینیکن در دریای کارائیب است.

## خصوصیات
جزیره کاتالینا که ۱۸٫۲۹ متر بالاتر از سطح دریا واقع شده، مساحت آن ۹٫۶ کیلومتر مربع مساحت، ۴٫۵ کیلومتر طول و ۳ کیلومتر عرض دارد.